# Жогаргы Каскасу
Жогаргы Каскасу (каз. Жоғарғы Қасқасу, до 2001 г. — Каскасу) — село в Толебийском районе Туркестанской области Казахстана. Административный центр Каскасуйского сельского округа. Код КАТО — 515855100.

## Население
В 1999 году население села составляло 638 человек (325 мужчин и 313 женщин). По данным переписи 2009 года, в селе проживало 625 человек (318 мужчин и 307 женщин).